# Del Ennis
Delmer Ennis (Filadelfia, Pensilvania, 8 de junio de 1925-Huntingdon Valley, Pensilvania, 8 de febrero de 1996), más conocido como Del Ennis, fue un jugador profesional estadounidense de béisbol que se desempeñó en la posición de jardinero izquierdo en las Grandes Ligas de Béisbol (MLB).

## Carrera
Ennis jugó como profesional once temporadas en Philadelphia Phillies (1946-1956), después pasó a St. Louis Cardinals (1957-1958), luego a Cincinnati Reds (1959), posteriormente a Chicago White Sox, donde jugó una temporada (1959), y fue el equipo en el que se retiró.

## Títulos
Fue campeón en carreras impulsadas de la Liga Nacional en una oportunidad (1950).